# Friedrich Voß
Friedrich Voß (Calvörde, 7 de julho de 1872 — Kiel, 3 de março de 1953) foi um engenheiro alemão.